# Nabil Loualji
Nabil Loualji (arab. نبيل الولجي, ur. 25 listopada 1987) – marokański piłkarz, grający jako lewy obrońca w CODM Meknès.

## Klub

### CODM Meknès
Zaczynał karierę w CODM Meknès.
W sezonie 2011/2012 (pierwszym na stronie Transfermarkt) zagrał 12 spotkań.
W sezonie 2012/2013 wystąpił w 30 meczach (wszystkich możliwych).

### Wydad Casablanca
16 sierpnia 2013 roku został kupiony za 60 tysięcy euro do Wydadu Casablanca. W tym zespole debiut zaliczył 21 września 2013 roku w meczu przeciwko Hassania Agadir (1:2 dla rywali Wydadu). W debiucie asystował – przy golu Fabrice’a Ondamy w 14. minucie. Pierwszego gola strzelił 27 października 2013 roku w meczu przeciwko Maghrebowi Fez (0:1). Do siatki trafił w 55. minucie. Łącznie zagrał 19 spotkań, strzelił dwa gole i miał jedną asystę.

#### FAR Rabat (wypożyczenie)
1 lipca 2014 roku został wypożyczony do FAR Rabat. W klubie ze stolicy Maroka zadebiutował 21 września 2014 roku w meczu przeciwko Raja Casablanca (2:1 dla rywali). Na boisku pojawił się w 75. minucie, zastępując Abdessalama Benjellouna. Pierwszą asystę zaliczył tydzień później w meczu przeciwko Ittihad Khémisset (2:0). Asystował przy bramce Karima Benarifa w 79. minucie. Pierwszego gola strzelił 30 listopada 2014 roku w spotkaniu przeciwko Maghrebowi Fez (1:1). Do siatki trafił bezpośrednio z rzutu wolnego w 81. minucie. Łącznie zagrał 16 spotkań, miał po golu i asyście.

#### KAC Kénitra (wypożyczenie)
11 lipca 2015 roku został wypożyczony ponownie – tym razem do KAC Kénitra. W tym klubie zadebiutował 13 września 2015 roku w meczu przeciwko Mouloudia Wadżda (porażka 1:0). Na boisku pojawił się w 68. minucie, zmieniając Hamzę Ghatasa. Łącznie wystąpił w 18 spotkaniach.

### Chabab Atlas Khénifra
1 sierpnia 2016 roku zmienił zespół na Chabab Atlas Khénifra. W tym klubie debiut zaliczył 27 sierpnia 2016 roku w meczu przeciwko JS de Kasba Tadla (0:0). Zagrał cały mecz. Łącznie wystąpił w 36 meczach.

### Mouloudia Wadżda
8 lipca 2018 roku podpisał kontrakt z Mouloudia Wadżda. W tym klubie zadebiutował 10 listopada 2018 roku w meczu przeciwko Youssoufia Berrechid (przegrana 0:1). Na boisku pojawił się w 63. minucie, zastępując Anassa Lamrabata. Pierwszego gola strzelił 15 dni później, kiedy jego zespół podejmował Moghreb Tétouan (1:0). Jedyną bramkę zdobył w 5. minucie, bezpośrednio z rzutu wolnego. Łącznie zagrał 18 meczów i strzelił 3 gole.

### Maghreb Fez
14 lipca 2019 roku przeniósł się do Maghrebu Fez.
W sezonie 2020/2021 zagrał 16 meczów i miał jedną asystę.

### Powrót do Meknèsu
1 sierpnia 2021 roku wrócił do CODM Meknès.